# Артамонов, Николай Фёдорович
Никола́й Фёдорович Артамо́нов (в США жил под именем Ни́колас Джордж Ша́дрин; 1926, Ленинград, СССР — 1975, Австрия) — офицер ВМФ СССР, бежавший в 1959 году в Швецию и ставший затем двойным агентом ФБР и КГБ.

## Биография
Окончил Военно-морское училище имени М. В. Фрунзе, был членом КПСС, ему прочили блестящую карьеру. Стал командиром эсминца Балтийского флота «Сокрушительный» в звании капитана 3-го ранга. С сентября 1958 года этот эсминец находился в порту ПНР Гдыня. Там Артамонов познакомился с польской гражданкой Эвой Гурой, влюбился в неё, и 7 июня 1959 года вместе с ней на корабельном катере бежал в Швецию (катер вышел в море под видом рыбалки). На катере кроме них находился также матрос Илья Попов, рулевой-моторист катера, которому Артамонов внушил, что они заблудились (по другим источникам, заставил плыть в Швецию под угрозой применения оружия). Попова затем шведские власти вернули в СССР.
Артамонов попросил политическое убежище, был передан стокгольмской резидентуре ЦРУ, затем был вывезен для опроса в ФРГ, после этого — в США. По прибытии в США Артамонов, превратившийся в Шадрина, получил американское гражданство и стал получать денежное содержание, равное жалованью офицера его ранга в ВМС США. Этих средств ему хватало, чтобы купить в рассрочку скромный дом в Арлингтоне и оплачивать все расходы, включая обучение Эвы на стоматолога. После полутора лет работы в должности специального консультанта ЦРУ Шадрин был переведен в Управление разведки ВМС США.
В Ленинграде у Артамонова, который был заочно приговорен к смертной казни по обвинению в измене, остались жена и сын, которым КГБ постоянно оказывал моральную и материальную поддержку. Они были убеждены, что Артамонов выполняет задание советской разведки.
В конце 1965 года вашингтонская резидентура КГБ выяснила, что Артамонов живёт в Арлингтоне под именем Шадрина. Руководство КГБ решило попробовать перевербовать его. Для этого в Вашингтон в марте 1966 года был направлен сотрудник внешней контрразведки ПГУ КГБ Игорь Кочнов. Он позвонил домой заместителю директора ЦРУ Ричарду Хелмсу, рассказал, что несколько лет назад в Пакистане познакомился с двумя сотрудниками ЦРУ, назвал их кодовые имена и попросил организовать встречу с представителями ЦРУ. На этой встрече Кочнов, назвавшийся Козловым, сообщил, что он — сотрудник советской разведки, который приехал в США для вербовки Артамонова-Шадрина. Кочнов заявил, что не удовлетворен своим служебным положением в КГБ и хочет сотрудничать с ЦРУ. Если ему помогут завербовать Артамонова, то это поможет его карьере и он станет для ЦРУ ценным агентом в КГБ.
ЦРУ и сразу же подключенное к делу ФБР сначала отнеслись к предложению Кочнова-Козлова с недоверием, но затем приняли его. Кочнова, которому дали кличку «Китти Хок», свели с Артамоновым-Шадриным. Кочнов показал перебежчику письма от жены и сына, оставшихся в Ленинграде, после чего тот согласился «искупить вину перед Родиной», передавая КГБ американские секретные материалы. Он получил агентурную кличку «Ларк» и написал заявление в Президиум Верховного Совета СССР красными чернилами, с просьбой о помиловании («…Годы, истекшие с момента совершения тягчайшего преступления, послужили мне тяжелым уроком. Сознательным закоренелым врагом своей Родины я не был. Никоим образом не освобождая себя от ответственности за совершенное, прошу дать мне возможность искупить свою вину и, если я как-то смогу помочь моей Родине, затем вернуться домой»).
В сентябре 1966 года Кочнов-Козлов вернулся в Москву, и ФБР утратило контроль над операцией. До 1968 года у КГБ не было сомнений в искренности Артамонова-Шадрина. Представляла интерес, в частности, его информация о двух других советских перебежчиках в США — Анатолии Голицыне и Юрии Носенко. КГБ попытался организовать убийство Носенко: в 1975 году в США был найден для этого наемный убийца, который согласился убить Носенко за сто тысяч долларов. Однако этот человек попал в тюрьму по другому поводу. Примерно в то же время КГБ перестал доверять Артамонову-Шадрину. Было принято решение похитить его и вывезти в СССР.
В декабре 1975 года Артамонова-Шадрина выманили в Австрию, сообщив ему, что его там обучат новым способам специальной связи и познакомят с советским разведчиком-нелегалом, уже давно успешно работающим в США. Два дня его действительно знакомили с работой на миниатюрном передатчике и с шифрами. На третий день была назначена встреча с нелегалом. Артамонов сел в автомобиль, и тут же ему на лицо набросили маску, пропитанную хлороформом. Он пытался сопротивляться, но затем потерял сознание. Машина направилась к границе с ЧССР. В дороге Артамонов пришел в себя, но его усыпили повторно. В результате он впал в кому, и когда его перевезли через границу, где операцией руководил начальник внешней контрразведки ПГУ КГБ генерал Олег Калугин, Артамонов был уже мертв. Врач КГБ стала массировать ему грудь, сделала укол, но это не помогло. Похоронен в Москве под чужой фамилией.
Тем не менее, начальник ПГУ КГБ Владимир Крючков был в восторге, и Калугина наградили за эту операцию орденом Красного Знамени.
30 декабря 1975 года консульское управление МИД СССР посетил генеральный консул США Клиффорд Гросс, который заявил, что «гражданин США Николас Джордж Шадрин встретился 20 декабря в Вене с двумя официальными советскими лицами, после чего пропал без вести…». В ответ ему сообщили, что «в декабре Шадрин обратился в посольство в Вене с просьбой о возвращении в Советский Союз, но на обусловленную встречу не пришел».
Родственники Артамонова, считая его честным советским разведчиком, неоднократно поднимали вопрос о его реабилитации. В 2006 году Военная коллегия Верховного суда РФ пересмотрела заочный приговор ему, заменив обвинение в измене Родине на дезертирство, а смертную казнь — на 8 лет лишения свободы.